# Marcel Huot
Pour les personnes ayant le même patronyme, voir Huot.
Marcel Huot, né le 9 septembre 1896 à Épernay et mort le 23 avril 1954 à Pantin, est un coureur cycliste français. Professionnel de 1921 à 1931, il a notamment remporté une étape du Tour de France 1928.

## Biographie
Domicilié à Pantin, il est mobilisé dans l'infanterie pendant la Première Guerre mondiale.

## Palmarès
- 1921
  - Paris-Armentières
  - Paris-Dieppe
  - 3e de Paris-Saint-Étienne
- 1922
  - Circuit des Monts du Roannais
  - 2e du Circuit du Finistère
- 1923
  - 3e de Paris-Troyes
  - 10e du Tour de France
- 1925
  - 3e de Paris-Angers
- 1927
  - 2e de Paris-Bruxelles
- 1928
  - 19e étape du Tour de France
  - 9e du Tour de France

## Résultats sur le Tour de France
7 participations 
- 1923 : 10e
- 1924 : abandon (8e étape)
- 1926 : abandon (10e étape)
- 1927 : abandon (9e étape)
- 1928 : 9e, vainqueur de la 19e étape
- 1929 : abandon (14e étape)
- 1930 : abandon (14e étape)